# Anton Kozłow
Anton Siergiejewicz Kozłow, ros. Антон Сергеевич Козлов (ur. 2 czerwca 1988 w Bracku) – rosyjski piłkarz występujący na pozycji pomocnika w Bałtiku Kaliningradzie.

## Kariera piłkarska
Rozpoczął karierę piłkarską w klubie Saturn Ramienskoje, w którym grał w meczach Pucharu Rosji oraz Pucharu Intertoto w 2008 roku. Potem był wypożyczony do klubów FK Niżny Nowogród, Awangard Kursk i FK Chimki. Na początku 2011 przeszedł do Tomu Tomsk. Latem 2011 przeniósł się do Bałtiki Kaliningrad.

## Kariera reprezentacyjna
W 2009 bronił barw młodzieżowej reprezentacji Rosji.